# Rebelstar
Rebelstar — серия компьютерных игр в жанре пошаговая тактика, выпущенных в 1980-е годы для платформы ZX Spectrum.
Серия состоит из трёх игр — Rebelstar Raiders (1984), Rebelstar (1986), Rebelstar II (1988). Автор серии Джулиан Голлоп впоследствии развил заложенные в Rebelstar идеи, создав сначала Laser Squad, а затем известную серию X-COM.
Rebelstar и Rebelstar II переданы Джулианом Голлопом в общественное достояние (с условием указания его авторства и без права изменения программного кода).

## Rebelstar Raiders

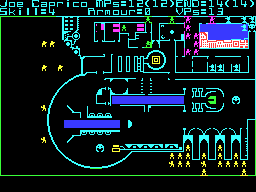
Rebelstar Raiders

Выпущена Red Shift Ltd в 1984 году. Действие игры происходит в XXV веке. Имеется три сценария (Moonbase, Starligdale, Final Assault). Искусственный интеллект отсутствует, игровой процесс рассчитан на двух игроков. Игрок управляет 20—30 бойцами, каждый из которых имеет собственные имя, личные характеристики и оружие. Всё поле боя умещается на одном экране.

## Rebelstar

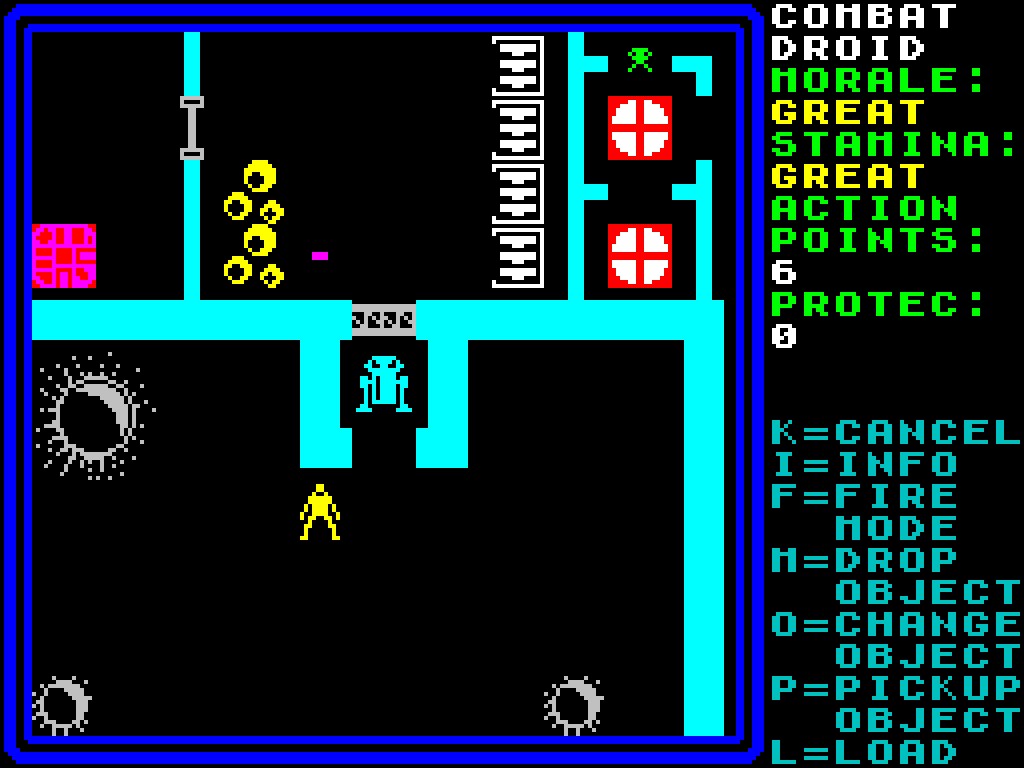
Rebelstar

Выпущена Firebird в 1986 году. Помимо ZX Spectrum она была выпущена и для Amstrad CPC. Действие происходит на лунной базе «Дельта», где расположен суперкомпьютер ISAAC. Задачей атакующей стороны является уничтожение либо компьютера, либо всех охраняющих его роботов.
Игровой процесс не претерпел кардинальных изменений по сравнению с первой игрой серии. Поле боя существенно увеличилось. В игру может играть один человек благодаря введению искусственного интеллекта, контролирующего силы противника. Введены возможность бросать/поднимать предметы, различные типы местности (кратеры, обломки и тела погибших снижают скорость передвижения; некоторые объекты на базе могут служить укрытием).
Игра заняла 2-е место в списке ста лучших игр для ZX Spectrum по версии журнала Your Sinclair и 32-е место в аналогичном списке по версии его читателей.
Редакция ACE включила Rebelstar в октябре 1988 года в сотню лучших игр за 1987/1988 годы. Винтажная ценность игры по их оценке составила 840/1000.

## Rebelstar II: Alien Encounter

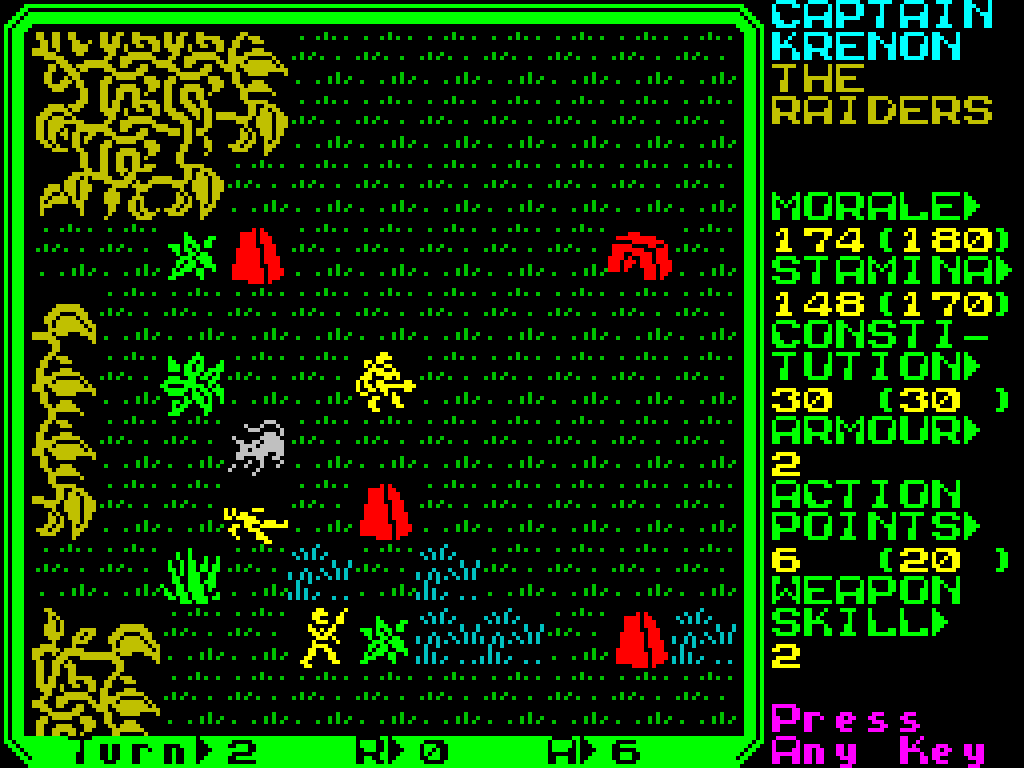
Rebelstar II

Выпущена Silverbird в 1988 году. На сюжет игры явное влияние оказали художественные фильмы «Чужой» и «Чужие». Рейдерам-землянам необходимо уничтожить логово Чужих на планете Трей-6 (Thray 6). Они должны захватить яйца Чужих и убить их королеву. Общая схема боя несколько изменилась — рейдеры перемещаются слева направо по заболоченной местности, пытаясь пробиться к местоположению яиц и королевы. После первых 15 ходов на планету приземляется космический корабль; рейдеры должны выполнить свои задачи и подняться на его борт до конца 26-го хода, когда корабль улетает и игра завершается. Примечательно, что Чужие имеют своё собственное стрелковое оружие, которое рейдеры при необходимости могут поднимать с трупов и использовать.
Игра заняла 55-е место в списке ста лучших игр для ZX Spectrum по версии читателей журнала Your Sinclair.